# Sprzęg SA-3

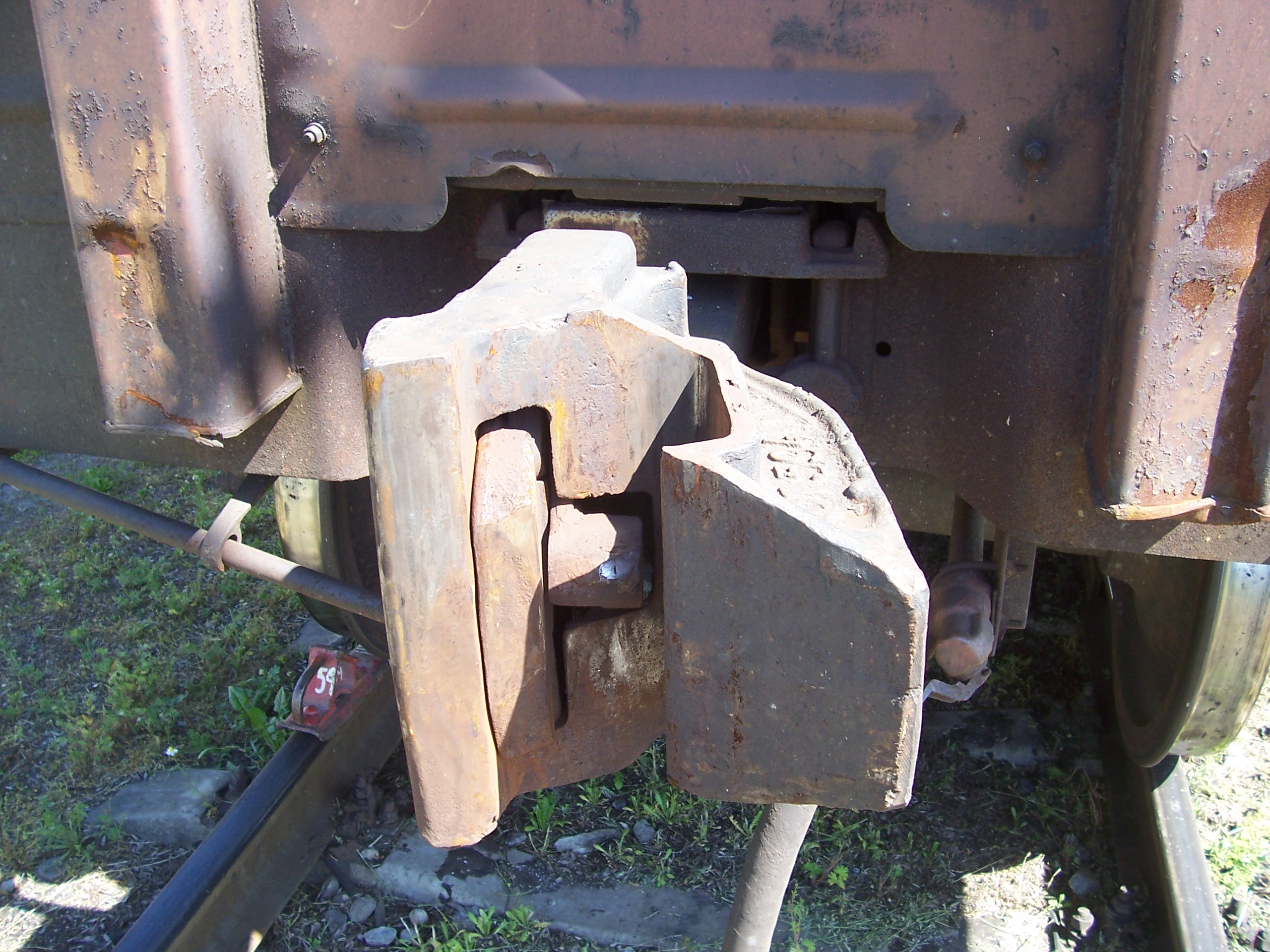
Sprzęg SA-3 zastosowany w rosyjskiej węglarce

Sprzęg SA-3 (ros. Автосцепка СА-3, skrót od Советская автосцепка, 3-й вариант – sowietskaja awtoscepka 3 wariant) – kolejowy sprzęg samoczynny skonstruowany w 1932 w ZSRR. Ze względu na swój kształt potocznie nazywany jest pięścią Breżniewa. Należy do rodziny sprzęgów niesztywnych, tj. po sprzęgnięciu głowice mają możliwość pionowego ruchu względem siebie.

## Historia
Sprzęg został opracowany w 1932 w ZSRR na bazie amerykańskiego sprzęgu Willisona z 1916. Proces wprowadzania sprzęgu do użycia w ZSRR rozpoczęto w 1935, a ukończono w 1957. 
Rozwiązanie to jest stosowane przez Koleje Rosyjskie i w innych państwach byłego ZSRR oraz w Mongolii. W Polsce stosuje się go na Linii Hutniczej Szerokotorowej oraz w lokomotywach pracujących na granicach z Rosją, Ukrainą i Białorusią – pierwotnie były to parowozy serii Ty43, Ty42 i Ty23, w latach 70. zastąpiły je spalinowozy serii ST44 i SM48.

## Zasada działania

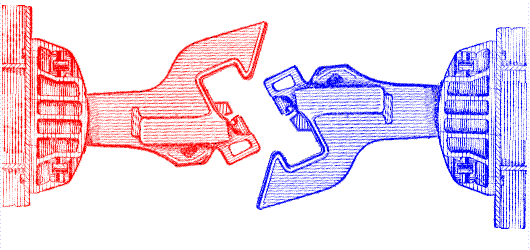
Uproszczony schemat sprzęgu SA-3 – zobacz animację (napisy w j. rosyjskim)

Sprzęg SA-3 jest sprzęgiem samoczynnym – w chwili zderzenia się z drugim takim sprzęgiem następuje automatyczne połączenie, bez dodatkowych czynności manualnych. Rozłączenie sprzęgów następuje przez odpowiednie ustawienie dźwigni. Zderzaki boczne nie są wymagane, jednak wagony pasażerskie są w nie wyposażone – zderzaki zapewniają wstępne napięcie sprzęgu, co polepsza komfort podróży – ogranicza szarpnięcia.
Zaletami sprzęgu SA-3 jest przede wszystkim większa – w porównaniu ze sprzęgiem śrubowym – wytrzymałość oraz zwiększone bezpieczeństwo i ułatwienia podczas czynności manewrowych. Wadą – brak łączenia przewodów pneumatycznych i elektrycznych.
Aby połączyć wagony o różnych sprzęgach, używa się specjalnych wagonów pośrednich, mających zabudowany z jednej strony sprzęg śrubowy, a z drugiej samoczynny. Istnieją także rozwiązania z zabudowaniem elementów sprzęgu śrubowego na SA-3.